# Laurent Dutheil (football)
Ne doit pas être confondu avec Laurent Dutheil.
Pour les articles homonymes, voir Dutheil.
Laurent Dutheil, né le 4 novembre 1978 à Laxou en France, est un footballeur français qui jouait au poste d'attaquant.

## Biographie

### RS Magny (1994 - 2000)
Formé au FC Metz, club emblématique de la région en Moselle, le joueur n'est finalement pas retenu au sein du club à la croix de Lorraine.
En 1994, il rejoint alors le RS Magny, petit club modeste club régional, avec lequel il disputera six saisons.

### SAS Épinal (2000 - 2001)
En 2000, il s'engage avec le SAS Épinal dans les Vosges, alors redescendu en Division d'Honneur.

### CSO Amnéville (2001 - 2004)
Auteur de bonne performances avec le club vosgien, il signe en 2001 un contrat avec le CSO Amnéville, alors tout juste promu en CFA 2, le cinquième échelon du football français.
Avec le club thermal, il participe au parcours historique du club lorrain en Coupe de France lors de la saison 2002-2003 où le CSOA atteint les 16es de finales de la compétition, s'inclinant face au prestigieux club de l'AJ Auxerre de Djibril Cissé, évoluant en Ligue 1.

### CS Pétange (2004 - 2007)
En 2004, il quitte pour la première fois de sa carrière la France pour rejoindre le Luxembourg en signant au CS Pétange, club de première division.
Dès sa première saison avec son nouveau club, il remporte le premier trophée de sa carrière en s'imposant sur le score de 5-0 face  au FC CeBra 01 en finale de la Coupe du Luxembourg, marquant ainsi l'histoire du club qui obtient son premier trophée.

## Palmarès
| CS Pétange (1) :                             |
| -------------------------------------------- |
| - Coupe du Luxembourg (1) - Vainqueur : 2005 |